# Макарий (Дулуфакис)
Митрополит Макарий (греч. Μητροπολίτης Μακάριος, в миру Димитриос Дулуфакис, греч. Δημήτριος Δουλουφάκης; 1961, Дафни, ном Ираклион, Крит) — епископ Константинопольской православной церкви; с 2005 года — митрополит Гортинский и Аркадийский полуавтономной Критской православной церкви.

## Биография
Родился в 1961 году в местечке Дафни близ Ираклиона на Крите.
Получил среднее образование в Ираклионе. Получил степень по византийской музыке. Богословское образование получил на теологическом факультете Белградского университета, а также на богословском факультете университета в Салониках, который окончил в 1985 году. Окончил Сорбонну со степенью магистра богословия.
В 1985 году принял монашеский постриг в монастыре Айкарафу и том же году Архиепископом Критским Тимофеем рукоположён в иеродиакона, а в 1987 году им же — в иеромонаха.
С 1990 года занимался должность протосинкелла Критской архиепископии.
В 1992 году награждён Патриархом Варфоломеем званием «архимандрита Вселенского престола».
8 октября 2000 года был хиротонисан в епископа Кносского, викария Критской архиепископии.
В 2001—2005 годы был главным секретарём Синода Критской православной церкви.
С 26 мая 2005 года назначен на кафедру митрополита Гортинского и Аркадийского.